# Абэ, Юки
Ю́ки А́бэ (яп. 阿部 勇樹 Абэ Ю:ки, род. 6 сентября 1981, Итикава, Тиба) — японский футболист, опорный полузащитник. Выступал в сборной Японии.

## Клубная карьера
Начал профессиональную карьеру в клубе «ДЖЕФ Юнайтед Итихара Тиба», за который дебютировал 5 августа 1998 года, на тот момент став самым молодым игроком в истории Джей-лиги. Выступал за клуб до 2006 года, сыграв в более 200 матчах национального чемпионата. В 2007 году за 360 млн иен (около 3 млн долларов) перешёл в клуб «Урава Ред Даймондс», за который играл до августа 2010 года. Трансфер Абе стал рекордным в истории Джей-лиги, по сумме уплаченной за японского игрока.
26 августа 2010 года перешёл в клуб «Лестер Сити», подписав трёхлетний контракт.

## Международная карьера
В национальной сборной Юки Абэ дебютировал 29 января 2005 года в матче со сборной Казахстана, Всего он провёл в её составе 53 матча, в которых забил 3 гола. Абэ принимал участие в чемпионате мира 2010.

## Достижения
- Обладатель Кубка японской лиги (2): 2005, 2006
- Победитель Лиги чемпионов АФК: 2007
- В символической сборной Джей-лиги (3): 2005, 2006, 2007
- Лучший молодой игрок Кубка японской лиги: 2005